# 1982 في التلفزيون البريطاني
هذه قائمة بالأحداث المتعلقة التي حدثت بالتلفزيون البريطاني منذ عام 1982.
- الأحداث

## يناير
- 1 يناير -
  - يبدأ التلفزيون المركزي المستقل البث في منطقة ميدلاندز الإنجليزية، ليحل محل تلفزيون أسوشيتد (ATV)، يبدأ التلفزيون الجنوبي (TVS) البث إلى جنوب وجنوب شرق إنجلترا، ليحل محل التلفزيون الجنوبي، ويبدأ التلفزيون الجنوبي الغربي (TSW) البث إلى الجنوب الغربي، ليحل محل Westward Television .
  - يتم نقل جهاز الإرسال Bluebell Hill في كينت من Thames / LWT إلى TVS ، لزيادة حجم المنطقة الفرعية الجنوبية الشرقية الجديدة لـ TVS ونقل جهاز الإرسال Kendal ، الذي يغطي معظم جنوب كمبريا، من غرناطة إلى بوردر.[1]
  - يوسع تلفزيون يوركشاير تغطيته على حدود لانكشاير / يوركشاير، عندما يتم نقل أجهزة الإرسال التي تغطي Todmorden و Walsden من منطقة غرناطة.[2][3]
  - في لندن، تم نقل تسليم الجمعة من التايمز إلى LWT من الساعة 7.00 مساءً إلى 5.15 مساءً.
  - تبث قناة ITV العرض الأول لشبكة التلفاز لملحمة الخيال العلمي لستيفن سبيلبرغ عام 1977 بعنوان «لقاءات قريبة من النوع الثالث» للمرة الأولى، بطولة ريتشارد دريفوس وفرانسوا تروفو وميليندا ديلون.
  - أول عرض على التلفزيون البريطاني لفيلم ستانلي كوبريك 2001: A Space Odyssey ، والذي يتم بثه كجزء من تشكيلة BBC1 للعام الجديد.[4]
- 3 يناير - الإصدار الأخير من The Generation Game يقدمه Larry Grayson . إنه عبارة عن تجميع لأبرز أحداث السلسلة السابقة.[5]
- 4 يناير - ظهر بيتر دافيسون لأول مرة بصفته الطبيب الخامس في مسلسل Doctor Who المسلسل " Castrovalva ".
- 8 يناير - إطلاق برنامج مجلة The Six O'Clock Show الذي يبثه تلفزيون London Weekend في المساء. حتى ديسمبر 1987، يتضمن البرنامج نشرة إخبارية مدتها خمس عشرة دقيقة أنتجها تلفزيون التايمز بعنوان أخبار نهاية الأسبوع في التايمز .
- كانون الثاني (يناير) - جون بيرت يحل محل مايكل جريد كمدير للبرامج في London Weekend Television ، ويقوم بإجراء تغييرات كبيرة على الإنتاج الذي يهدف إلى زيادة الجماهير إلى أقصى حد مع بعض البرامج المتخصصة، مثل الفنون والعلوم، والانتقال من وقت الذروة إلى هوامش الجدول الزمني لإفساح المجال أمام المزيد العروض الترفيهية في وقت الذروة.

## فبراير
- فبراير - يتم عرض أول بث ثلاثي الأبعاد في المملكة المتحدة بواسطة Television South . يشتمل البرنامج على مقتطفات من لقطات اختبار تم تصويرها بواسطة Philips في هولندا. تم منح النظارات ثلاثية الأبعاد باللون الأحمر / الأخضر مجانًا مع نسخ من مجلة TVTimes القوائم، ولكن الأقسام ثلاثية الأبعاد من البرنامج معروضة بلون واحد.
- 3 فبراير-
- رئيس التلفزيون البريطاني لجون كاربنتر عام 1978 في فيلم الرعب الكلاسيكي الهالوين الهالووين على قناة ITV

## مارس
- 2 مارس - تم بث النسخة التلفزيونية الثانية من مسرحية جون مورتيمر A Voyage Round My Father ، التي أنتجتها قناة Thames Television لصالح ITV ، مع لورانس أوليفييه دور المحامي الضرير لمورتيمر، آلان بيتس في دور مورتيمر الشاب، وإليزابيث سيلارس الأم وجين Asher بدور إليزابيث ويظهر الممثل الأعمى Esmond Knight كقاضي (مبصر).
- و- 5 مارس بي بي سي يعطى إذن من الحكومة لبدء بث البرامج التلفزيونية على اثنين من الأقمار الصناعية قنوات في وقت مبكر من عام 1986.[6] في النهاية، لم يتم إطلاق القنوات.
- 28 مارس - العرض التلفزيوني البريطاني الأول لفيلم جيمس بوند The Spy Who Loved Me على ITV.[7]

## أبريل
- 2 أبريل - بدأت حرب الفوكلاند عندما غزت الأرجنتين جزر فوكلاند.[8] قامت كل من BBC و ITV ببث نشرات إخبارية إضافية وممتدة طوال فترة الصراع.
- 24 أبريل - أقيمت مسابقة الأغنية الأوروبية السابعة والعشرون في هاروغيت، شمال يوركشاير. قدم المسابقة يان ليمينغ وفازت بها الألمانية نيكول مع عين بيشين فريدن.
- 26 أبريل - إطلاق القناة الفضائية. ومع ذلك، لتتمكن من مشاهدة القناة في المملكة المتحدة، يلزم وجود طبق قمر صناعي بعرض 10 أقدام (3 أمتار) تقريبًا بسبب القمر الصناعي الذي يتم بث القناة عليه. في عام 1984 أعيدت تسميتها بقناة Sky بعد أن اشتراها روبرت مردوخ وفي عام 1989 أصبحت تعرف باسم Sky One.[9]

## مايو
- 1 مايو - التلفزيون لأول مرة البريطانية للمسلسل الأمريكي اسرة.[10]
- 9 مايو - بث BBC1 تغطية حية لماراثون لندن لأول مرة.[11] وقد بثت أبرز الأحداث في البطولة الدولية لألعاب القوى في العام السابق.[12]
- 28 مايو - 2 يونيو - تقدم كل من BBC و ITV تغطية حية مكثفة لزيارة البابا يوحنا بولس الثاني إلى المملكة المتحدة.

## يونيو
- 14 يونيو - انتهت حرب الفوكلاند بعد استسلام الأرجنتين.[8]
- 17 يونيو - بدأ بث الدراما الموسيقية الأمريكية في المدرسة الثانوية Fame على تلفزيون المملكة المتحدة على BBC1 .
- 20 يونيو - أعادت بي بي سي إطلاق برنامجها الصباحي يوم الأحد للجالية الآسيوية. البرنامج الجديد يسمى مجلة آسيوية.[13]

- 26 يوليو - اليسدير ميلن يخلف إيان تريتوان في منصب المدير العام لهيئة الإذاعة البريطانية.

## يوليو
- 9 يوليو - العرض التلفزيوني البريطاني ريدلي سكوت 1979 الخيال العلمي الرعب الصورة الغريبة اجواء على ITV، بطولة سيغورني ويفر، توم سكيريت، جون هيرت، إيان هولم، يافيه كوتو وهاري دين ستانتون.

## أغسطس
- 2 أغسطس - بدأ البث التجريبي للقناة 4 و S4C . تتكون هذه بشكل أساسي من إظهار بطاقة اختبار IBA ETP-1 بين الساعة 9 صباحًا و 8 مساءً.

## سبتمبر
- 20 سبتمبر - أول عرض لأول جهاز كمبيوتر تم إنشاؤه لمدارس بي بي سي.

## أكتوبر
- 3-9 أكتوبر - كجزء من تغطيتها لألعاب الكومنولث عام 1982 ، تبث هيئة الإذاعة البريطانية (بي بي سي) برنامج إفطار مدته ساعتان مع بريسبان . يشتمل البرنامج على ملخصات إخبارية منتظمة وهي المرة الأولى التي تبث فيها بي بي سي نشرة إخبارية مجدولة على الإفطار وتأتي قبل ثلاثة أشهر من إطلاق برنامج الإفطار التلفزيوني على بي بي سي وقت الإفطار.[14][15]
- 6 أكتوبر - بث BBC1 الموسم السادس من المسلسل الدرامي الأمريكي دالاس .
- 10 أكتوبر - أول عرض لفتيان من Blackstuff على BBC2 (تم عرض الحلقة الأخيرة في 7 نوفمبر).
- 17 أكتوبر - عرض لأول مرة على التلفزيون البريطاني Lord of the Flies على BBC2.[16]
- 24 أكتوبر - العرض التلفزيوني البريطاني الأول لفيلم جورج لوكاس عام 1977 والخيال العلمي حرب النجوم: أمل جديد يبث على قناة ITV لأول مرة.
- 31 أكتوبر - يتم بث البرامج في ويلز على BBC Cymru Wales و HTV Cymru Wales للمرة الأخيرة.

## نوفمبر
- 1 نوفمبر - S4C ، تم إطلاق أول خدمة تلفزيونية باللغة الويلزية.
- 2 نوفمبر - تبدأ القناة 4 البث في المملكة المتحدة الساعة 4:45 مساءً.[17] البرنامج الأول الذي تم عرضه هو عرض اللعبة Countdown ، والذي، باستثناء الأخبار، هو البرنامج الوحيد من ليلة الإطلاق والذي لا يزال قيد التشغيل حتى اليوم. يتم بث الحلقة الأولى من مسلسل Brookside . عُرض البرنامج يومي الثلاثاء والأربعاء الساعة 8:00 مساءً.
- 3 نوفمبر - الظهور التلفزيوني لأول مرة لفيلم سن الرشد P'tang، Yang، Kipperbang على القناة الرابعة، وهو فيلم أنتجه David Puttnam كجزء من سلسلة First Love.[18]
- 5 نوفمبر - الظهور الأول للبرنامج الموسيقي المبتكر للقناة الرابعة The Tube .
- 7 نوفمبر - عرضت تغطية كرة القدم الأمريكية لأول مرة على القناة الرابعة في الساعة 5.30 مساءً، لتبدأ السنوات العديدة من ارتباط القناة بهذه الرياضة. يتم تقديم البرنامج في البداية من قبل Nicky Horne وMiles Aiken . بسبب إضراب لاعبي اتحاد كرة القدم الأميركي حول قواعد التفاوض على الأجور، يضطر البرنامج إلى إظهار المباريات التي لعبت في وقت سابق من الموسم. على الرغم من ذلك، وبسبب معرفة الجمهور البريطاني المحدودة لكرة القدم الأمريكية، ثبت أن تغطية الرياضة تحظى بشعبية كبيرة. أنهى اللاعبون نشاطهم بحلول يناير 1983، مما مكّن القناة 4 من بث تغطية حية لمباراة Super Bowl لذلك العام.
- 7-28 تشرين الثاني (نوفمبر) - تم بث ملحمة الإنتاج التلفزيوني في لندن ويك إند The Life and Adventures of Nicholas Nickleby على القناة الرابعة خلال أول أربع أمسيات يوم الأحد على الهواء.
- 8 تشرين الثاني (نوفمبر) - بدأت القناة الرابعة في بث تغطية كرة السلة، قدمها سيمون ريد ومايلز أيكن. يشهد كل أسبوع تغطية مباراة من القسم الأول من دوري كرة السلة الوطني، مع أبرز أحداث النصف الأول من المباراة وتغطية مباشرة للنصف الثاني. المباراة الأولى التي سيتم عرضها هي مباراة بين برمنغهام بوليتس وكريستال بالاس.
- 9 نوفمبر - تم بث الحلقة الأولى من المسرحية الهزلية الفوضوية The Young Ones من بطولة ريك مايال وآدي إدموندسون ونيجل بلانر وكريستوفر رايان وأليكسي سايل على قناة BBC2 .
- 14 تشرين الثاني (نوفمبر) - برنامج شكاوى المشاهدين «الحق في الرد» يُعرض على القناة الرابعة.[19]
- 16 نوفمبر / تشرين الثاني - أدى نزاع حول التكنولوجيا الجديدة إلى إغلاق تلفزيون الحدود لمدة شهر تقريبًا.[20]

## ديسمبر
- 2 ديسمبر - شاهد 10.2 مليون مشاهد مشهدًا كوميديًا كلاسيكيًا من حلقة Only Fools and Horses " A Touch of Glass " حيث سحق Trotters عن طريق الخطأ ثريا لا تقدر بثمن.
- 23 ديسمبر - يتم بث معلومات الخدمة على BBC2 للمرة الأخيرة.
- 26 ديسمبر - العرض الأول لفيلم «رجل الثلج» لريموند بريجز على القناة 4.
- 27 ديسمبر -
  - العرض التلفزيوني البريطاني الأول لفيلم جيمس بوند Moonraker على قناة ITV.[7]
  - تبث القناة الرابعة أمسيتها الأولى، الخمسينيات إلى المقدمة . تتضمن الأمسية حلقات من عروض ABC و ATV مثل Armchair Theatre و Oh Boy! .
- 28 ديسمبر -
  - يبث BBC1 العرض التلفزيوني البريطاني الأول للفيلم الموسيقي الشهير Grease عام 1978 من بطولة جون ترافولتا وأوليفيا نيوتن-جون.
  - يبث ITV العرض التلفزيوني البريطاني الأول لفيلم 1977 الكوميدي Smokey and the Bandit من بطولة بيرت رينولدز وسالي فيلد وجاكي جليسون.
- كانون الأول (ديسمبر) - أجرى ITV تجربة وطنية ثلاثية الأبعاد، مع نظارات حمراء وزرقاء تسمح بعرض ألوان ثلاثية الأبعاد لأول مرة. يُعرض البرنامج، وهو حلقة من مجلة العلوم الأسبوعية The Real World (التي تنتجها TVS)، مساء أحد أيام الأسبوع، ويتكرر في نهاية هذا الأسبوع بعد ظهر يوم الأحد، يليه عرض نادر لـ Western Fort Ti بطولة جورج مونتغمري وجوان فوهس.

## قنوات جديدة
| تاريخ    | قناة       |
| -------- | ---------- |
| 1 يناير  | ITV سنترال |
| 1 نوفمبر | S4C        |
| 2 نوفمبر | القناة 4   |

## لأول مرة

### بي بي سي الأولى
- 3 يناير - جاليفر في ليليبوت (1982)
- 4 يناير - لوسي ماي من قوس قزح الجنوبي (1982)
- 6 يناير - قصة الباحثين عن الكنز (1982)
- 8 يناير - الشهرة هي سبير (1982)
- 10 يناير - كينجز رويال (1982-1983)
- 28 يناير - وداعا، السيد كنت (1982)
- 31 يناير - Stalky &amp; Co. (1982)
- 16 فبراير - إرث القتل (1982)
- 1 مارس - أليكسا (1982)
- 25 مارس - الحب قديم، الحب جديد (1982)
- 11 أبريل - بادجر بواسطة أول-لايت (1982)
- 13 أبريل - العب من أجل الغد (1982)
- 16 أبريل - Odd One Out (1982-1985)
- 22 أبريل - الطيور الجارحة (1982)
- 4 مايو - ووغان (1982-1992)
- 17 يونيو - الشهرة (1982-1987)
- 17 أغسطس - المفتش يدعو (1982)
- 4 سبتمبر - عرض الإفطار المتأخر المتأخر (1982-1986)
- 5 سبتمبر - ابن عم فيليس (1982)
- 9 سبتمبر كلير (1982)
- 29 سبتمبر - مدرسة الفارس (1982)
- 2 أكتوبر -
  - ليب كاروت (1982-1983)
  - سوبر ستور السبت (1982-1987)
- 3 أكتوبر - The Hound of the Baskervilles (1982)
- 19 أكتوبر - سرب (1982)
- 31 أكتوبر - بو جيستي (1982)
- 17 نوفمبر - نقطة الانهيار (1982)
- 30 ديسمبر -
  - "Allo" Allo! (1982-1992)
  - باريتس شارع ويمبول (1982)
- غير معروف - ثم قال لي تشرشل (1982)

### بي بي سي الثانية
- 7 يناير - نقطة إينال (1982)
- 13 يناير - بيل (1982)
- 25 يناير - حكايات الغرب (1982-1983)
- 10 فبراير - نانسي أستور (1982)
- 18 فبراير - كاونتي هول (1982)
- 5 مارس - عزيزي القلب (1982)
- 14 أبريل - المرأة ذات الرداء الأبيض (1982)
- 19 مايو - فروست في مايو (1982)
- 14 يوليو - كلاود هاو (1982)
- 2 أغسطس - جين (1982)
- 1 أيلول (سبتمبر) - Timewatch (1982 إلى الوقت الحاضر)
- 20 سبتمبر -
  - شعب مبتسم (1982)
  - هناك الكثير من ذلك عن (1982)
- 21 سبتمبر - Take Three Women (1982)
- 8 أكتوبر - لام ليستر (1982)
- 10 أكتوبر - الأولاد من بلاكستاف (1982)
- 1 نوفمبر - مغامرات لاكي جيم الإضافية (1982)
- 4 تشرين الثاني (نوفمبر) - يوريكا (1982-1986)
- 9 نوفمبر - الشباب (1982-1984)
- 10 نوفمبر - سجلات بارشيستر (1982)
- 12 نوفمبر - كائنات المودة (1982)
- 29 ديسمبر - إيست لين (1982)

### آي تي في
- 1 يناير - سنترال نيوز (1982 حتى الآن)
- 2 يناير -
  - رقم 73 (1982-1988)
  - OTT (1982)
- 3 يناير - شركة الطيران (1982)
- 4 يناير -
  - لا تهز القارب (1982-1983)
  - لنتظاهر (1982-1988)
  - فليكن الحب (1982-1983)
- 5 يناير - سي بي تي في (1982-1985)
- 8 يناير - تألق في هارفي مون (1982-1985 ، 1995)
- 12 يناير - Muck and Brass (1982)
- 12 فبراير - سنلتقي مرة أخرى (1982)
- 15 فبراير - الميت إرنست (1982)
- 16 فبراير - في سفاري (1982-1985)
- 18 فبراير - فالكون كريست (1981-1990)
- 26 فبراير - مطاردة كاسي بالمر (1982)
- 28 فبراير - الأب تشارلي (1982)
- 1 مارس - Murphy's Mob (1982-1985)
- 14 مارس - ونوب نهاية العالم (1982)
- 29 مارس - 3-2-1 الاتصال (1980-1988)
- 4 أبريل - نوع من المحبة (1982)
- 6 أبريل - تقرير براك (1982)
- 13 أبريل - هوراس (1982)
- 14 أبريل - أتذكر نيلسون (1982)
- 16 أبريل - باوندر (1982-1983)
- 19 أبريل - قلعة الاتحاد (1982)
- 28 مايو - على الخط (1982)
- 9 يونيو - آندي روبسون (1982-1983)
- 10 يونيو - ليس هناك ما يدعو للقلق! (1982)
- 30 يونيو - شيء ما في تمويه (1982)
- 6 يوليو - بلوفر (1982)
- 9 يوليو - مندوب (1982)
- 12 يوليو - AJ Wentworth ، BA (1982)
- 25 يوليو - All for Love (1982-1983)
- 26 يوليو - راغدولي آنا (1982-1987)
- 2 أغسطس - الجذور الهزلية (1982-1983)
- 6 أغسطس - المرة الثالثة لاكي (1982)
- 1 سبتمبر - راديو فينيكس (1982)
- 7 سبتمبر - أجاثا كريستي هور (1982)
- 13 سبتمبر -
  - انتظر! (1982-1987)
  - توم وديك وهارييت (1982)
- 23 سبتمبر - ويلز هذا الأسبوع (1982 إلى الوقت الحاضر)
- 25 أكتوبر -
  - ماكر ليدي (1982-1984)
  - لعبة هاري (1982)
- 30 أكتوبر - عرض السبت (1982-1984)
- 31 أكتوبر - يونغ شيرلوك: لغز مانور هاوس (1982)
- 3 نوفمبر - عرض كوميدي خفض الأسعار (1982-1983)
- 9 نوفمبر - SWALK (1982)
- 10 نوفمبر - بطل لا أحد (1982)
- 13 نوفمبر - ليلة السبت المثيرة (1982)

### القناة 4
- 2 نوفمبر -
  - العد التنازلي (1982 إلى الوقت الحاضر)
  - بروكسايد (1982-2003)
  - أخبار القناة الرابعة (1982 إلى الوقت الحاضر)
  - يقدم الشريط الهزلي (1982-2005)
  - لوسي ماي من قوس قزح الجنوبي (1982)
- 5 تشرين الثاني (نوفمبر) - ذي تيوب (1982-1987)
- 14 تشرين الثاني (نوفمبر) - حق الرد (1982-2001)
- 26 ديسمبر - الرجل الثلجي (1982)
- 28 ديسمبر - البحث عن الكنز (1982-1989)

### إس فور سي
- 1 نوفمبر -
  - سوبر تيد (1982-1986)
  - نيويديون (1982 إلى الوقت الحاضر)
- 3 تشرين الثاني (نوفمبر) - Y Byd ar Bedwar (1982 إلى الوقت الحاضر)
- 4 نوفمبر - { جوني جونز (1982)
- 5 تشرين الثاني (نوفمبر) - Anturiaethau Syr Wynff a Plwmsan (1982-1989)
- 11 تشرين الثاني (نوفمبر) - نوسون لوين (1982 إلى الوقت الحاضر)

## قنوات جديدة
| تاريخ    | قناة      |
| -------- | --------- |
| 26 أبريل | الفضائيات |
| 1 نوفمبر | S4C       |
| 2 نوفمبر | القناة 4  |

## برامج تلفزيونية

### تغييرات الانتماء إلى الشبكة
| تبين                               | انتقل من | انتقل الى |
| ---------------------------------- | -------- | --------- |
| ارتفاع الرطوبة                     | ITV      | القناة 4  |
| لوسي ماي من قوس قزح الجنوبي (1982) | BBC1     | القناة 4  |

## البرامج التلفزيونية المستمرة

### عشرينيات القرن الماضي
- بي بي سي ويمبلدون (1927-1939، 1946-2019، 2021 حتى الآن)

### الثلاثينيات
- سباق القوارب (1938-1939، 1946-2019)
- بي بي سي للكريكيت (1939، 1946-1999، 2020-2024)

### الأربعينيات
- تعال للرقص (1949-1998)

### الخمسينيات
- الأيام الخوالي (1953-1983)
- بانوراما (1953 حتى الآن)
- ممتاز جدا (1955-1984، 2020 إلى الوقت الحاضر)
- ماذا تقول الأوراق (1956-2008)
- السماء في الليل (1957 إلى الوقت الحاضر)
- بلو بيتر (1958 إلى الوقت الحاضر)
- المدرج (1958-2007)

### الستينيات
- شارع التتويج (1960 إلى الوقت الحاضر)
- أغاني التسبيح (1961 - حتى الآن)
- سحر الحيوان (1962-1983)
- دكتور هو (1963-1989,1993,1996,2005 حتى الآن)
- العالم في العمل (1963-1998)
- توب أوف ذا بوبس (1964-2006)
- مباراة اليوم (1964 حتى الآن)
- مفترق طرق (1964-1988، 2001-2003)
- مدرسة اللعب (1964-1988)
- السيد والسيدة (1964-1999، 2008-2010، 2012 حتى الآن)
- عالم الرياضة (1965-1985)
- جاكانوري (1965-1996، 2006)
- سبورتس نايت (1965-1997)
- اتصل بي بلاف (1965-2005)
- برنامج المال (1966-2010)
- المباراة الكبيرة (1968-2002)
- على الصعيد الوطني (1969-1983)
- اختبار الشاشة (1969-1984)

### السبعينيات
- اختبار صافرة غراي القديمة (1971-1987)
- The Two Ronnies (1971–1987، 1991، 1996، 2005)
- محكمة التاج (1972-1984)
- طاحونة بيبل آت ون (1972-1986)
- قوس قزح (1972-1992، 1994-1997)
- إميرديل (1972 حتى الآن)
- نيوزراوند (1972 حتى الآن)
- عطلة نهاية الأسبوع العالمية (1972-1988)
- نحن الأبطال (1973-1987)
- آخر نبيذ الصيف (1973-2010)
- هكذا الحياة! (1973-1994)
- أتمنى لو كنت هنا...؟ (1974-2003)
- أرينا (1975 إلى الوقت الحاضر)
- جيم سوف يصلحه (1975-1994)
- رينتاغوست (1976–1984)
- رجل واحد وكلبه (1976 إلى الوقت الحاضر)
- مفتوح كل الساعات (1976، 1981-1982، 1985)
- المحترفون (1977-1983)
- الفراشات (1978-1983، 2000)
- 3-2-1 (1978-1988)
- جرانج هيل (1978-2008)
- تيري ويون (1979-1987)
- البيت الصاخب (1979-1988)
- برج الكتاب (1979-1989)
- بلانكتي بلانك (1979-1990، 1997-2002)
- عرض بول دانيلز السحري (1979-1994)
- عرض التحف (1979 إلى الوقت الحاضر)
- وقت السؤال (1979 إلى الوقت الحاضر)

### 1980s
- اللمسة اللطيفة (1980-1984)
- جولييت برافو (1980-1985)
- كوكلشيل باي (1980-1986)
- الأطفال المحتاجون (1980 إلى الوقت الحاضر)
- الغافر (1981-1983)
- رومانسية جميلة (1981–1984)
- خطوط مثقوبة (1981–1984)
- Finders Keepers (1981-1985، 1991-1996، 2006)
- فري تايم (1981-1985)
- لعبة من أجل الضحك (1981-1985)
- تينكو (1981-1985)
- هذا هو ابني (1981-1986)
- رازاماتاز (1981-1987)
- برجراك (1981-1991)
- بي بي سي نيوز بعد الظهر (1981-1986)
- آسف! (1981-1988)

## تنتهي هذا العام
- غير معروف -
  - كيف (1966-1982)
  - أولاد من بلاكستاف (1982)
  - لعبة هاري (1982)
  - نوجين نوج (1959–1970، 1979–1982)
  - OTT (1982)
- 1 يناير - Clapperboard (1972-1982)
- 13 فبراير The Goodies (1970–1982)
- 6 مارس - ديك توربين (1979-1982)
- 8 مارس - ليست أخبار الساعة التاسعة (1979-1982)
- 27 مارس - متجر مقايضة متعدد الألوان (1976–1982)
- 30 مارس - The Mighty B! (1977-1982)
- 2 أبريل - ليلة الجمعة، صباح السبت (1979-1982)
- 3 أبريل - تسواس (1974-1982)
- 25 أبريل - مفتوح في جميع الأوقات (1976، 1981-1982 ، 1985، 2013)
- 30 يوليو - إنها ضربة قاضية (1966-1982 ، 1999-2001)
- 31 أغسطس - الياقوت والصلب (1979-1982)
- 8 سبتمبر - في المتاهة (1980-1982)
- 15 أكتوبر - شيء آخر (1978-1982)
- 20 أكتوبر - الغرباء (1978–1982)
- 16 ديسمبر - فقط عندما أضحك (1979-1982)
- 27 ديسمبر - آسف! (1981–1982 ، 1985–1988)

<br /> لوسي ماي من قوس قزح الجنوبي (1982)

## المواليد
- 3 يناير - نموذج أماندا روبينز
- 20 يناير - جو سواش، ممثل
- 9 مارس - بول ديس بالارد، مقدم برامج تلفزيونية
- 22 مارس - بيت بينيت، متسابق في برنامج الواقع
- 9 أبريل - جينيفر ماجواير، متسابقة برامج الواقع ومقدمة البرامج التلفزيونية
- 24 أبريل - لورا هاميلتون، مقدمة تلفزيونية
- 28 أبريل - نيكي جراهام، عارضة أزياء وراقصة وشخصية تلفزيونية
- 7 يونيو - إيمي نوتال، ممثلة ومغنية أوبرا
- 13 يونيو- ممثل داود غدامى
- 3 سبتمبر - فيرن كوتون، مقدمة تلفزيونية
- 22 سبتمبر - بيلي بايبر، مغنية وممثلة
- 28 أكتوبر - مات سميث، ممثل
- 29 نوفمبر - إيموجين توماس، متسابق في برنامج الواقع
- 21 ديسمبر - توم باين، ممثل الصابون

## حالات الوفاة
| تاريخ     | اسم             | عمر | مصداقية سينمائية                              |
| --------- | --------------- | --- | --------------------------------------------- |
| 21 مارس   | هاري هـ. كوربيت | 57  | ممثل (ستيبتو وابنه)                           |
| 15 أبريل  | آرثر لوي        | 66  | ممثل (جيش أبي ، شارع التتويج)                 |
| 12 يوليو  | كينيث مور       | 67  | الممثل                                        |
| 4 نوفمبر  | تالفرين توماس   | 60  | ممثل (جيش أبي)                                |
| 16 نوفمبر | آرثر أسكي       | 82  | ممثل هزلي                                     |
| 2 ديسمبر  | مارتي فيلدمان   | 48  | الممثل الكوميدي والممثل (في عرض 1948 ، مارتي) |